# Вяра Ковачева
Вяра Ковачева е българска актриса.

## Биография и творчество
Вяра Ковачева е родена на 28 септември 1926 г. в Мездра. Родителите ѝ са бежанци от Охридска Македония. Баща ѝ Киро Ковачев е търговец и предприемач, основен съдружник в керамичната фабрика в Мездра, работеща.
Вяра Ковачева завършва гимназия във Враца и по настояване на баща си започва да следва право в Софийския университет „Св. Климент Охридски“. След година го напуска, за да запише тайно двугодишната актьорска школа на Народния театър. Постъпва в класа на проф. Кръстю Мирски и там среща бъдещия си съпруг – актьора Никола Динев. Двамата започват актьорската си кариера във Военния театър при неговото създаване.
Известна красавица, Вяра Ковачева е Амалия от култовия спектакъл „Разбойници“ на Шилер, Катерина от „Укротяване на опърничавата“, Св. Синклития във филма „Сиромашка радост“, както и една от дъщерите на Герака в „Гераците“ с режисьор Антон Маринович. Вяра Ковачева е и първата „Снаха“ в киното, за която кинокритиката пише дори във Франция.
Последната ѝ роля в киното е във филма ”Гори, гори, огънче”, когато актрисата е на близо 70 години.
Вяра Ковачева умира на 17 август 2004 г. в София.
С решение на Столичния общински съвет през 2009 г. пред дома ѝ в ж.к. „Изток“ в София е поставена паметна плоча на нея и на съпруга ѝ.

## Телевизионен театър
- „Човекът от Ла Манча“ (1968) (Мигел де Сервантес)

## Филмография
- Грехът на Малтица (1985)
- Сиромашка радост (1958) - Пенка, жената на Стоян